# Wenceslas Cobergher
Wenceslas Cobergher noto anche come Vincenzo Coebberger, Wenzel Coebergher, o Coberger (Anversa, 1557 o 1561 – Bruxelles, 23 novembre 1634) è stato un pittore, incisore, architetto, ingegnere, numismatico, archeologo e scrittore fiammingo.
Versatile personaggio del Rinascimento, era dotato per le arti e le invenzioni tecniche e fu all'origine, nel 1619, del prosciugamento di Les Moëres, una palude situata a cavallo dell'attuale confine franco-belga.

## Biografia
Genio pratico di quelli che sembra essere stato in grado di produrre solo il Rinascimento, Wenceslas Cobergher era un personaggio multiforme: pittore, architetto e creativo ingegnere, era anche antiquario con la passione per la numismatica, ma si dedicava anche alla chimica (fabbricando saponi e tinture) e perfino alla riflessione sul pensiero politico.
Grande realizzatore di pale d'altare e scene bibliche di scarsa qualità, questo nativo di Anversa si era stabilito in Italia per sfuggire alle guerre di religione che devastavano il suo paese o, come dicevano le voci, per guarire una delusione in amore verso la figlia del suo maestro, Maarten de Vos (1532-1603). Tuttavia, lasciò la pittura una volta entrato al servizio degli arciduchi Alberto d'Austria e Isabella d'Asburgo, ai quali deve la sua fama. Figlio illegittimo di Catherine Raems, aveva da tempo ottenuto dal re una lettera di legittimazione che ne restaurava l'onore e la probità.
Come architetto-ingegnere presso la corte di Bruxelles (1605), lavorò regolarmente nei castelli ducali, sia a Bruxelles, palazzo del Coudenberg, sia a Tervuren, Castello di Tervuren, o Mariemont (Castello di Mariemont). Ansioso di compiacere la molto cattolica Isabella, prestò i suoi servizi alla costruzione di molti edifici religiosi dei quali ella sosteneva la fondazione. Dal convento dei Carmelitani di Bruxelles alla basilica di Nostra Signora di Montaigu (1609-1624) attraverso gli agostini di Anversa (1615-1618), egli fu il propagatore zelante dell'arte barocca italiana.
Gli abitanti di Dunkerque lo ricorderanno per essere riuscito a trasformare le zone umide in pascoli, a cavallo dell'attuale confine franco-belga, tra Veurne e Bergues. Il livello generale della palude, più basso di quello del mare, era la difficoltà principale incontrata dai suoi predecessori. Usando 32 chilometri di dighe circondate da un anello d'acqua, il "Ringslot", una fitta rete di canali e 23 mulini idrovori dotati di vite di Archimede in quercia, si riuscì a pompare e scaricare in mare l'acqua delle paludi. Escludendo studi e calcoli, il lavoro richiese sei anni per essere completato (1619-1625). Come ricompensa, Wenceslas ottenne la terra e la signoria di Saint-Antoine e Coberghe, nel mezzo delle Fiandre Occidentali.
Ansioso di combattere la rapacità degli usurai, Cobergher importò nei Paesi Bassi meridionali il concetto italiano di monte di pieta - letteralmente credito di pietà e non monte di Pietà - e sviluppò il monte dei pegni per i poveri, a basso tasso di interesse o libero, come era stato inventato da un francescano perugino, Michele Carcano (1462). Sotto la guida del Sovrintendente generale dei monasteri, nelle principali città del Paesi Bassi meridionali furono create non meno di 15 di queste istituzioni. La prima aprì le sue porte a Bruxelles, nel 1618, nell'ex hôtel de Beersel, all'angolo delle rue du Midi e du Lombard. Il monte di pietà è ancora attivo al giorno d'oggi, nei suoi locali rinnovati di rue Saint-Ghislain, costruito sulla proprietà di Mosselman.

## Opere

### Pittura

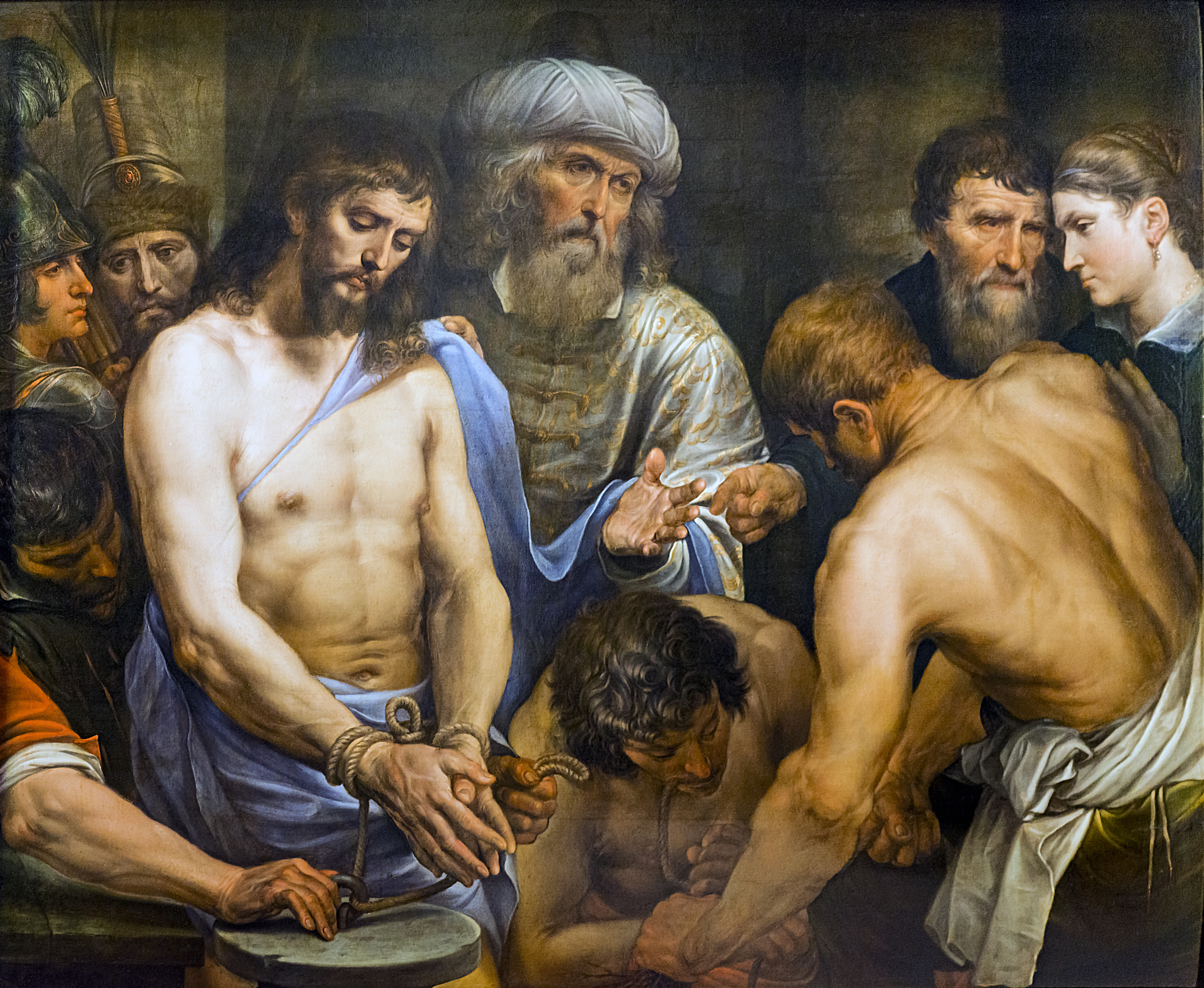
Ecce Homo
Musée des Augustins di Tolosa

- Le Martyre de St Sébastien per l'hôtel des archers d'Anversa, attualmente conservato al  Musée des beaux-arts de Nancy
- L'Ecce Homo (1604-1610) al Musée des Augustins di Tolosa
- Le Christ pleuré par les Saintes Femmes
- Pala della Resurrezione nell'Altare Carafa nel cappellone del Crocifisso (Cappella Carafa) della chiesa di San Domenico Maggiore a Napoli (1588)

### Ingegneria
Prosciugò la palude Les Moëres nella regione di Dunkerque.

### Architettura

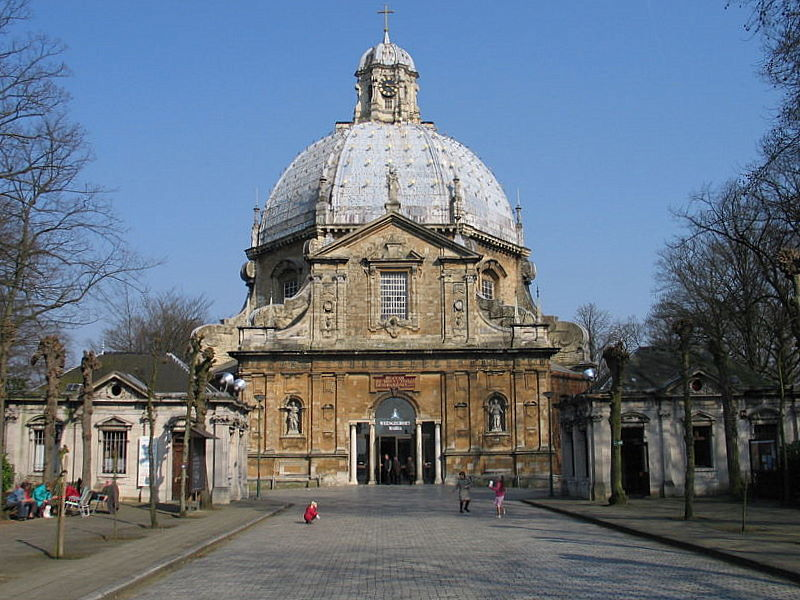
La basilica Notre-Dame de Montaigu eretta su progetto di Wenceslas Cobergher.

Progettò diverse chiese: quella dei carmelitani di Bruxelles e degli agostiniani di Anversa oltre che la basilica Notre-Dame di Montaigu. Fu anche l'architetto della cappella di Saint-Hubert a Tervuren. Costruì 15 monti di pietà nei Paesi Bassi spagnoli, tra cui quelli di Anversa, Gand, Namur, Arras, Lilla, Cambrai, Douai, Tournai, Valenciennes e Bergues.
Progettò anche l'hôtel de ville di Ath, costruito dal 1614 al 1620.
Gli è stato anche attribuito il progetto della chiesa degli agostiniani di Bruxelles. Si tratta tuttavia di un progetto di Jacques Franquart e non suo.

### Saggistica
Gli sono attribuite due opere in lingua olandese:
- (NL)  Cort verhaal van de oprechtinghe, ordre ende beleyt van de Bergen van Bermherticheyt, Bruxelles, 1620 (Breve storia della creazione, struttura e gestione dei monti di pietà) ;
- (NL)  Apologia ofte bescherm-redenen teghen het kekelen van de onredelijcke vyanden, ende oock de tegenraeders, van de Berghen van Bermhertichheyt [...] in vermaeckelycke dicht gestelt door Amator Pietatis, Malines, 1621 (Apologia dei Monti della Pietà contro coloro che li attaccano e sconsigliano la creazione: con un avvertimento a persone ragionevoli che toccano queste Camere di nuova costituzione nei Paesi Bassi sotto l'autorità di LL.A. di V. Coberger ... Il lavoro è svolto in versi divertenti di un dilettante di pietà[5]).